# Napoléon-Alexandre Comeau
Pour les articles homonymes, voir Comeau.
Ne doit pas être confondu avec Alexandre Comeau.
Napoléon-Alexandre Comeau (1848-1923) est un naturaliste canadien, d'origine acadienne, de la province de Québec.

## Biographie

### Enfance
Napoléon-Alexandre Comeau naît le 11 mai 1848 aux Îlets-Jérémie (situés dans la municipalité de Colombier), non loin de la réserve amérindienne innue de Betsiamites, sur la Côte-Nord. Il est l'aîné d'une famille de onze enfants. Son père, Antoine-Alexandre Comeau, est employé de la compagnie de la Baie d'Hudson. Sa mère, Mary-Luce Hall-Bédard, est d’origine irlandaise. Napoléon-Alexandre Comeau passe son enfance dans les bois, au Labrador, au poste de North-West River, puis aux îles de Mingan, en compagnie des Innus et des Inuits, qui lui apprennent à chasser, pêcher et s'orienter en forêt.
À l'adolescence, il parle couramment le français, l'Innu et l’inuktitut. En 1859, il est envoyé dans une école anglaise à Trois-Rivières, où il apprend à lire, écrire et parler l'anglais.

### Débuts professionnels
En 1860, Napoléon-Alexandre Comeau rejoint son père Antoine à Baie-Trinité et le nomme, à quatorze ans, « gardien de la rivière Godbout ». Celle-ci, une des 116 rivières à saumon du Québec, est alors un territoire de pêche privé, propriété d'Agar Adamson. Napoléon-Alexandre Comeau conservera ce poste toute sa vie. Il complète sa formation grâce à ses nombreuses lectures.  En compagnie du chasseur Innu Ashini, il apprend la trappe et approfondit ses connaissances sur la faune et la flore.
Il travaille, pendant 15 ans, comme trappeur professionnel. Il épouse, le 14 juin 1871, Marie-Antoinette Labrie. En 1877, il est nommé maître des postes de Godbout. Il est ensuite adjoint du coroner régional; pratiquant même la médecine, (il met au monde plus de 250 nouveau-nés) avant de devenir, en 1879, surintendant des Pêcheries pour le gouvernement canadien.
En 1883, il devient télégraphiste à Godbout. En janvier 1886, à la suite du sauvetage de ses beaux-frères Alfred et François Labrie sur le Saint-Laurent, au cours duquel il va parcourir 60 km sur les glaces, il est décoré, ainsi que son frère Isaïe, par le gouvernement canadien.
En 1888, son épouse Antoinette est emportée par le cancer. Napoléon-Alexandre Comeau, qui n'a pas eu d'enfants de son premier mariage, se remarie, en 1889, avec sa belle-sœur, Victoria Labrie, avec laquelle il aura douze enfants.
Il est invité, par les Dr Stevenson et Dr Ahearn, à séjourner à l’hôpital Jeffrey Hale, à Québec, pour parfaire ses connaissances en médecine.

### Le naturaliste

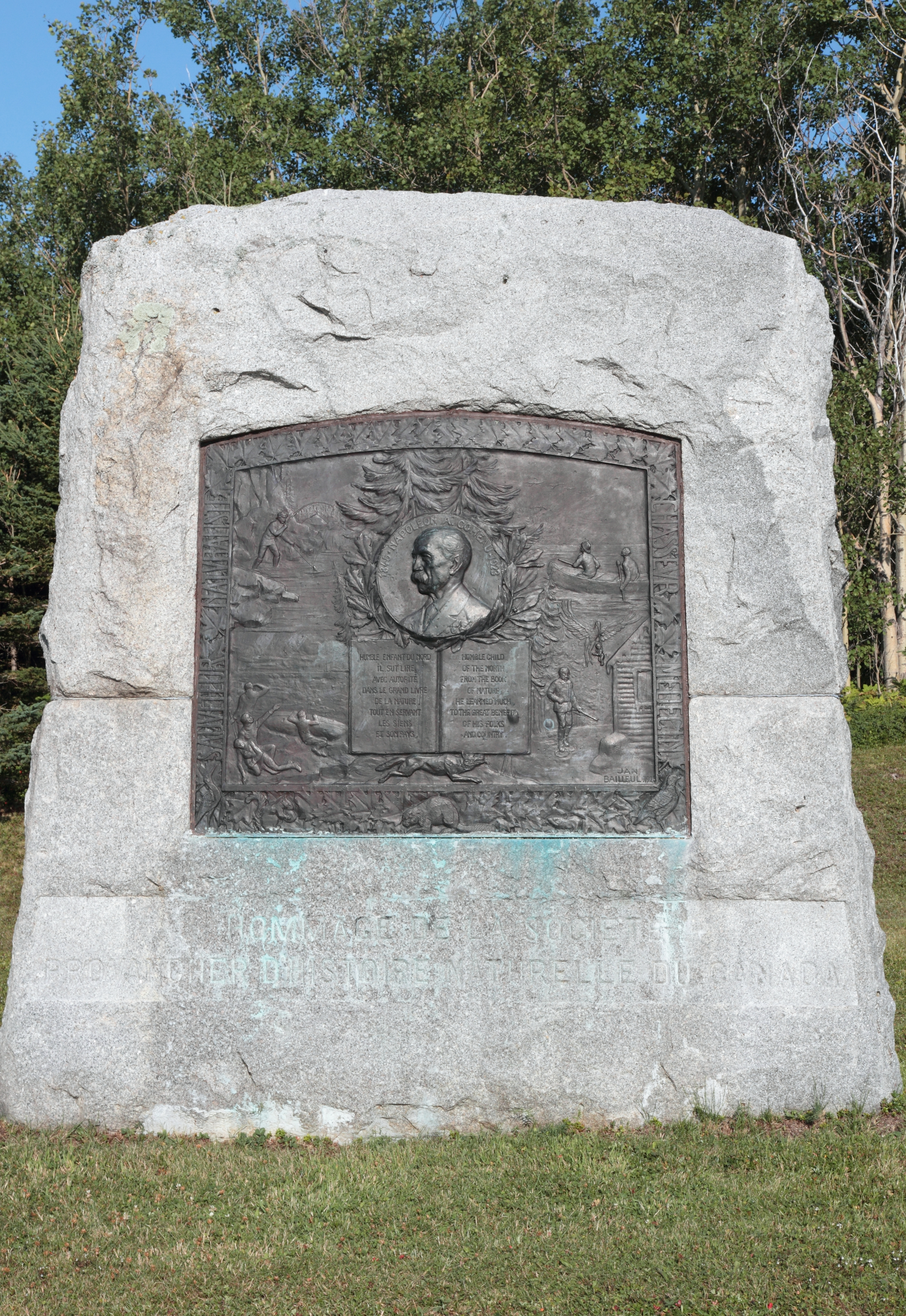
Stèle élevée en 1925 à l'emplacement de la résidence érigée par Napoléon-Alexandre Comeau à Godbout.

À partir de 1882, Napoléon-Alexandre Comeau se lie avec les naturalistes Elliot Coues et Hart Merriam, de la Smithsonian Institution de Washington (D. C.). N.-A. Comeau leur remet une liste d'oiseaux de la Côte-Nord, qui est publiée dans le bulletin de Madison du Nutall Ornithology Club, en 1882, et dans la revue The Auk, en juillet 1884, et leur fournit même des spécimens d’oiseaux. Il prend également de nombreuses photographies, pour la plupart malheureusement perdues à ce jour.
Cette même année 1882, il devient membre de l'American Ornithological Union de New York, avant d'aller chasser le bison au Wyoming en compagnie du baron Ernest de la Grange. Le 6 mars 1883, il prononce une conférence devant la Société de géographie du Québec, intitulée « La géographie physique de la partie nord de la province de Québec ». La même année, il collabore à la prestigieuse revue américaine Forest and Stream.
En 1914, il collabore à une étude du gouvernement canadien sur la pêche dans l’Arctique et le potentiel touristique de la Baie d’Hudson. Cinq ans plus tard, il contribue à la fondation de la Société Provancher d'histoire naturelle du Canada.

## Héritage
La ville de Baie-Comeau prend son nom de Napoléon-Alexandre Comeau.  À Baie-Comeau, l'édifice d'un musée d'histoire est nommé en son honneur.
À Godbout, où il meurt le 17 novembre 1923, un monument, dont il existe aussi une copie identique dans l'arrondissement Charlesbourg de la Ville de Québec, est dédié à sa mémoire en 1927 et sur lequel on peut lire : « Humble enfant du Nord, il sut, avec autorité, lire dans le grand livre de la nature tout en servant les siens et son pays ». 
En 1998, la Société canadienne des postes émet un timbre à l'occasion du 150e anniversaire de sa naissance.
Sa maison est appelée le « château Comeau ». 

## Publication
- « Life and sport on the North Shore of the lower St. Lawrence and Gulf: containing chapters on salmon fishing, trapping, the folklore of the  Montagnais Indians and tales of adventure on the fringe of the Labrador Peninsula »,  1908.
  - traduction française : « La vie et le sport sur la Côte-Nord », 1945, ré-édité en 1983.